# 제노프로
제노프로(GenoPro)는 가계도와 제노그램을 그리기 위해 사용되는 응용 소프트웨어이다. 제노프로는 개인에 대해 그림, 연락처, 장소, 기원, 직업, 교육 역사와 같은 추가 정보, 그리고 개인 간 관계에 대한 문서를 저장할 수 있다.

## 역사
제노프로는 1998년 Daniel Morin이 워털루 대학교에서 컴퓨터 공학을 연구하는 동안 개발하였다. 그의 초기 아이디어는 자신이 가족 상담원으로 훈련을 하는 동안 자신의 아버지가 제노그램을 설계해달라는 요청에서 비롯되었다.
제노프로는 여러 해에 걸쳐 꾸준한 업데이트와 개선이 많았다. 다음은 메이저 버전 넘버 업데이트의 목록이다.
- 2006년 12월 - GenoPro 2007 (GenoPro 2.0)
- 2009년 8월 -  GenoPro 2.5.0.0
- 2010년 12월 - GenoPro 2011
- 2015년 10월 - GenoPro 2016

## 지원 언어
제노 프로는 다음을 포함하여 56개 언어로 지원된다: 알바니아어, 아랍어, 브라질 포르투갈어, 불가리아어, 카탈루냐어, 체코어, 네덜란드어, 영어, 에스토니아어, 핀란드어, 프랑스어, 독일어, 그리스어, 히브리어, 헝가리어, 아이슬란드어, 인도네시아어, 이탈리아어, 라트비아어, 리투아니아어, 폴란드어, 포르투갈어, 러시아어, 스코틀랜드 게일어, 스페인어, 스웨덴어, 튀르키예어, 베트남어, 우크라이나어. 제노프로는 온라인 협업 시스템을 제공하며 여기에서 사용자들은 메뉴, 대화 상자, 오류 메시지를 번역할 수 있다.

## 파일 포맷
제노프로는 XML을 핵심 파일 포맷으로 사용하며 파일 확장자 .gno는 ZIP으로 압축된 XML 파일이다. 사용자는 파일 확장자를 .gno에서 .zip으로 바꾼 다음 압축을 풀어서 문서 편집기로 계보 문서의 내용을 편집할 수 있다. 제노프로는 또한 GEDCOM 포맷으로 데이터를 가져오고 내보낼 수 있다. 제노프로 GEDCOM 가져오기는 다른 계보 프로그램의 데이터를 정확하게 전송하지 못할 수 있다.

## 같이 보기
- 심리학적 가계도